# Eduardo Soto (actor chileno)
Eduardo Soto Cantillana (Santiago de Chile, 1 de diciembre de 1934-Santiago de Chile, 24 de diciembre de 2014) fue un actor, comediante y director de teatro chileno.
En agosto de 1973 estrenó en el Café-Teatro Nahuel (ubicado en Agustinas 540) junto al grupo «El Altillo» el espectáculo titulado Del año de la cocoa, del cual el diario La Segunda destacaba que «las actuaciones de Soto, sus características para diversos tipos, desde una niña, hasta una "percanta", lo consagran en este tipo de espectáculos». Protagonizó la primera obra sobre el transformismo en Chile, Travesti por mi abuela en 1973, cuya puesta en escena fue censurada por la dictadura militar de Augusto Pinochet.
En televisión, logró popularidad por sus papeles en las telenovelas; Orteguita en Pampa ilusión (2001) y Papi Leo en El circo de las Montini (2002).

## Cine
- 1990: ¡Viva el novio! dirigida por Gerardo Cáceres.
- 2016: Los soles vagabundos, dirigida por Tito González.

## Televisión
- 1975: La pérgola de las flores (teleteatro chileno)
- 1979: Martín Rivas
- 1981: Villa Los Aromos
- 1990: Corín Tellado: Mis mejores historias de amor (1 episodio)
- 1990: El milagro de vivir
- 1991: Volver a empezar
- 1992: Trampas y caretas (episódico)
- 1993: Jaque mate
- 1994: Rompecorazón
- 1995: Juegos de fuego (episódico)
- 1996: Teatro en Canal 13 (2 episodios)
- 2001: Pampa Ilusión
- 2002: El circo de las Montini
- 2003: Puertas adentro
- 2004: Los Pincheira
- 2005: El cuento del tío (2 episodios)
- 2005: Los simuladores (2 episodios)
- 2006: El día menos pensado (1 episodio)
- 2006: Mea Culpa (episodio "El Alex" ) (Antonio Salina Cortes)
- 2007: Corazón de María (1 episodio)
- 2008: Viuda alegre (1 episodio)
- 2008: Paz
- 2009: ¿Dónde está Elisa?
- 2011: La Doña (episódico)

## Teatro
Actuación
- 1973: Del año de la cocoa
- 1973: Travesti por mi abuela
- 1980: Trota, caballo, trota, dirigida por Eduardo Barril
- 2003: Más Zarzuela
- 2003: Provincia señalada, dirigida por Rodrigo Pérez.[5]
- 2004: Provincia Kapital, dirigida por Rodrigo Pérez.[6]
- 2005: Cuerpo, dirigida por Rodrigo Pérez.
- 2006: Padre, dirigida por Rodrigo Pérez.
- 2009: Travesti por mi abuela, dirigida por Rodrigo Pérez.
- 2012: Más zarzuela (reestreno)
- 2012: El otro, dirigida por Luis Guenel
- 2014: Migrante, dirigida por Sebastián de la Cuesta.[7]

Director
- 2003: Más Zarzuela
- 2012: Más zarzuela (reestreno)